# Bandy en Allemagne
Le bandy n'est pas très populaire en Allemagne. Le sport a commencé à être pratiqué en 1900 mais disparut pendant l'Entre-deux-guerres. Il fut de nouveau pratiqué vers les années 1980.

## Histoire

### Débuts du bandy
Le Bandy a été introduit en Allemagne en 1891 du Royaume-Uni par Charles Tebbutt et le premier match de bandy en Allemagne a été joué en 1901. Le premier club de sport qui enseignait le bandy était Charlottenburger Eislaufverein, qui jouait ses matchs à Spreedamm à Berlin. Les autres principaux clubs qui enseignaient le bandy était Leipziger HK, BFC Preussen, Academic SC et Viktoria. Le Leipziger HK aurait dû participer en 1913 aux Jeux Nordiques à Stockholm en Suède mais plusieurs joueurs de l'équipe devaient participer au Championnat d'Europe en Suisse pour l'équipe d'Allemagne. 
Le sport commença à disparaître durant la  Première Guerre mondiale et, disparut durant les années 1930 en Allemagne. Leipzig est le club qui continua pendant le plus longtemps à enseigner le bandy.

### Après la Seconde Guerre mondiale
Le bandy est revenu en Allemagne durant les années 1980 et, le premier club à enseigner le bandy fut Neusser Schlittschuh-Klub. L'Allemagne de l'Ouest a été membre en 1990-1991 de la Fédération Internationale de bandy. L'Allemagne en est devenu membre en 2013. L'équipe nationale a participé au Championnat d'Europe de bandy de 2014 et aux Championnats du monde de bandy de 2014, 2015 et 2016. Ils ont gagné la division B dans le dernier.

## Sources
- (en) Germany